# Беницкий, Петер
 Петер Беницкий (словац. Peter Benický; 1603, Трнава — 8 февраля 1664, Трнава) — словацкий поэт. Писал на словацком и венгерском языках.

## Биография
Происходил из дворянской семьи Беницких из Бениц и Мичиной. Принимал участие в королевском походе в Константинополь.
После смерти родителей вернулся в свои владения. Умер 8 февраля 1664 года. Согласно своему завещанию был похоронен в крипте церкви Святого Николая в городе Трнава.

## Творчество
Писал стихи на венгерском, словацком языках.
В своих работах описывал насущные проблемы в обществе, вёл социальную критику, излагал свои мысли об образовании, чести, усердии, войне, иронически размышлял о женщинах, браке и придворном этикете, при этом осуждая разгульный образ жизни знати.
Его размышления навеяны собственным опытом и пронизаны картинами неумолимого течения времени, разрушения и гибели, а также непостоянства счастья и любви.

## Произведения
- 1652 — Slovenské verše (в печать стихи вышли только в 1873 году благодаря стараниям словацкого историка XIX века Франтишека Витязослава Сасинека)
- 1664 — Maďarské rytmy (Magyar rhitmusok) (книга издана после смерти автора его другом Штефаном Бартоком)